# 코레일 사이클단
코레일 사이클단은 대한민국 대전광역시를 연고로 하는 사이클단이다. 2012년 12월에 창간되었다.